# Loch Shin

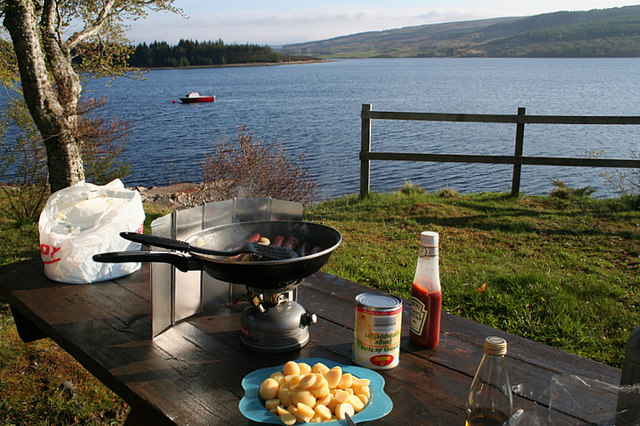
Un pic-nic sul Loch Shin

Il Loch Shin (in gaelico scozzese: Loch Sìn) è un lago (loch) di 22,5 km² della Scozia settentrionale, situato nella zona delle Highlands occidentali, nell'area amministrativa dell'Highland. È il più grande lago della contea tradizionale del Sutherland.
Località principale del lago è Lairg, situata nella sponda meridionale.

## Geografia

### Collocazione
Il Loch Shin si trova ad est/sud-est del Loch Assynt e ad est del Ben More Assynt.

### Dimensioni
Il lago misura 17 miglia (27 km circa) in lunghezza.

## Storia
Negli anni cinquanta del XX secolo, con la costruzione della diga di Lairg ad opera della Wimpey Construction, il livello del lago fu innalzato di oltre 10 metri.